# Majko, slušaj moju pjesmu
Majko, slušaj moju pjesmu (španjolski: Escucha mi canción) je španjolski glazbeni film iz 1959. godine, redatelja Antonia del Amoa. Glavne uloge tumače Joselito kao on sam, Luz Márquez kao Marta, i Jesús Tordesillas kao Marqués de Alvar. Film se prvi put emitirao u Hrvatskoj početkom 60-ih godina prošloga stoljeća te je bio hit.
Film je bio četvrti filmski uradak između redatelja Antonia del Amoa i glumca/pjevača Joselita, koji ga je ujedno i proslavio kao pjevača. Film je prvobitno snimljen u crno-bijeloj tehnici, no kasnije se kolorizirao. 

## Kratki sadržaj
Joselito, siroče u potrazi za svojom majkom, dio je putujućeg cirkusa te je njihova glavna zvijezda. Zahvaljujući sjajnim dječjim vokalom, Joselito postaje glavna atrakcija tog maloznanog cirkusa. Uskoro, Joselito postaje kazališni izvođač, no protiv svoje volje. Kasnije ga plemkinja ugleda na televiziji te ga prepozna kao vlastita sina.

## Uloge
- Joselito kao on sam
- Luz Márquez kao Marta
- Jesús Tordesillas kao Marqués de Alvar
- Barta Barri kao Isabel
- Pilar Sanclemente kao Lucinda
- Salvador Soler Marí kao Joselitov menadžer
- Carlos Miguel Solá
- Dolores Villaespesa
- Ismael Elma
- Antonio Fernández
- Amalia Ariño
- Mariano Alcón
- Domingo Rivas
- Pedro Rodríguez de Quevedo
- Gastón

## Vanjske poveznice
- Majko, slušaj moju pjesmu u internetskoj bazi filmova IMDb-a